# キョルル

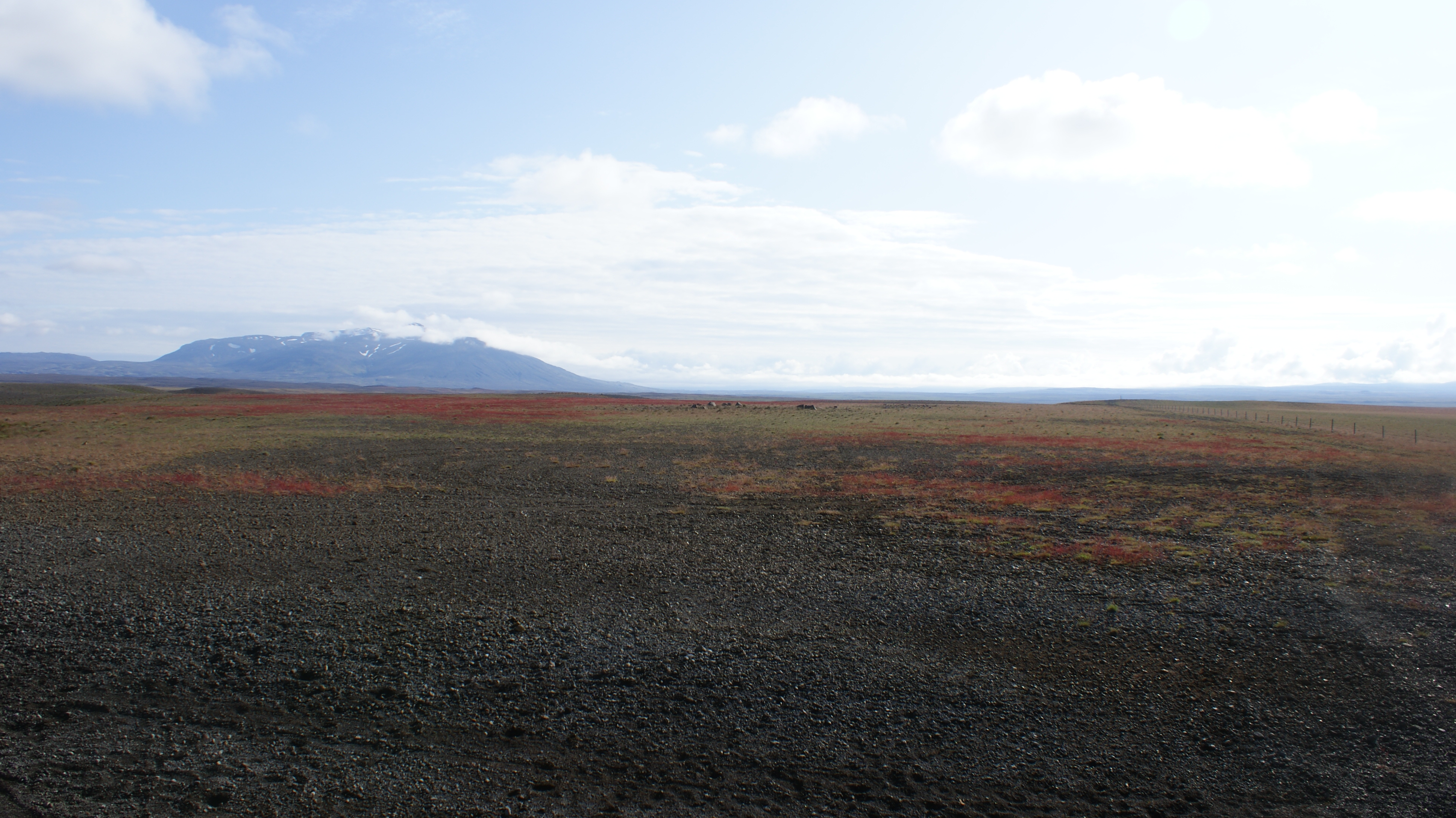
キョルルはアイスランド中央高地の砂漠地帯を横切る道路である。

キョルル (Kjölur) はアイスランドの道路で、アイスランド中央高地で2番目に長い。全線を通るのに自動車で約５時間ほどである。

## 地理
キョルルはアイスランド南部のホゥカダールル (en) の近くから、グトルフォス滝を通り、ブリョンドゥオゥスの近くまで延びている。この道が通っているのはホーフス氷河とラゥング氷河 (en) の間の地域である。
キョルルの北側の終点はブランダ川の源流の近くであり、そこにはオアシス (クヴェラヴェトリル (Hveravellir) 温泉) がある。クヴェラヴェトリルの近くには火山特有の美しい山脈で知られるキェルトリンガルフィヨットル山 (en)があり、キョルルから北東方向に見える。中央高地ではキョルルの他にスプレィンギサンドゥル、カルディダールルという道もある。

## 歴史

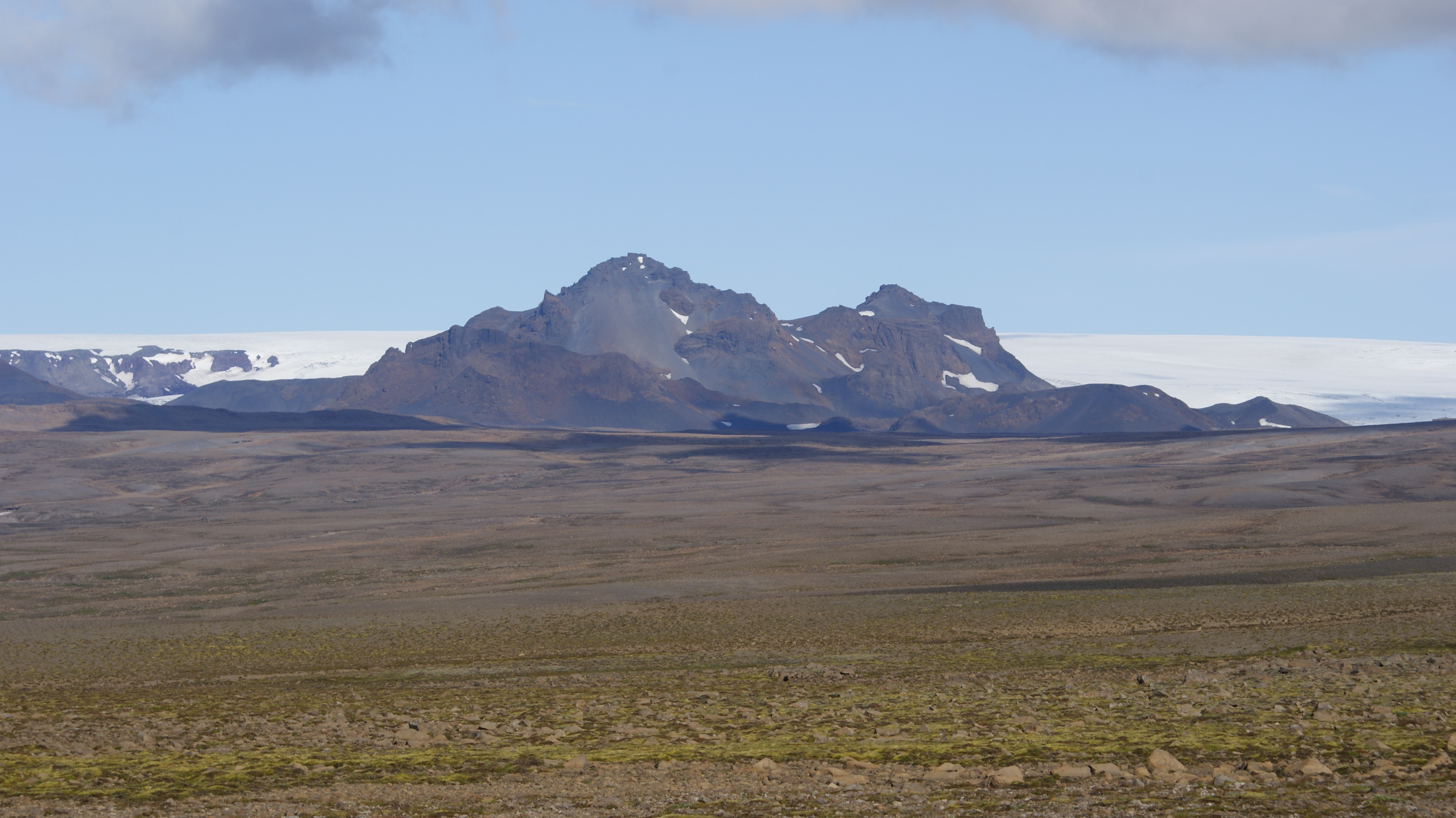
キョルルから見たホーフス氷河と巨岩アルトナールフェットル・ヒズ・ミクラ (Arnarfell hið mikla)

スプレィンギサンドゥルと同様に、キョルルもアイスランドに人が住み始めた当初から知られている道であり、サーガにその記述が見られる。キョルルの西側にはキャルベーグル (Kjalvegur) という古道がある（現在もトレッキングや乗馬に使われている）。キャルベーグルでは砂漠に延びる路面に石が敷き詰められている。
キョルルでは18世紀末に吹雪に見舞われて犠牲者が出たが、それ以来キョルルを通るものは誰もいなくなり、約100年間忘れ去られていた。そして19世紀に「再発見」された。
18世紀にアウトローのen:Fjalla-Eyvindurがクヴェラヴェトリルを住処にしていた。クヴェラヴェトリルにある温泉の一つは現在も入浴に供されている。